# استفان سایزر
استفان سایزر (به انگلیسی: Stephen Sizer) (زاده ۱۹۵۳ در لوستافت انگلستان) نویسنده و مبلغ مسیحیت و از پیشوایان روحانی انگلیکان انگلستان و رئیس انجمن بین‌المللی کتاب مقدس است.
پدرش نجار بود. سایزر در دانشگاه ساسکس، در رشته جغرافیا (آفریقا و آسیا) تحصیل کرده‌است. وی در دوران دانشجویی، مطالعات گسترده‌ای در حوزه مسیحیت انجام داده است. وی تحصیلات خود را در آکسفورد، در رشته الهیات ادامه داد و در سال ۲۰۰۳ موفق به اخذ دکترا از دانشکده الهیات اوک هیل و دانشگاه دولتی میدل شد.

## آثار
- صهیونیسم مسیحی: راهی به آرماگدون
- دورنمای سرزمین مقدس
- دورنمای سرزمین‌های انجیلی
- هم‌قدم با مسیح و رسول
- مسیحیت صهیونیست؛ راهی به آرماگدون؟
- سربازان مسیحی صهیونیست» را منتشر کرده‌است.

## دیدگاه‌ها
وی یک محافظه‌کار پروتستان بوده و بیانیه بیت‌المقدس را که توسط کنفرانس آینده انجیل‌گرایان جهان تهیه شده بود، امضاء کرده و به عضویت گروه انجیل‌گرایان معترف درآمد. در سال ۲۰۰۴ عنوان پایان‌نامه دکترای خود را با عنوان «صهیونیسم مسیحی: راهی به آرماگدون» به رشته تحریر درآورد. از نظر سایزر، صهیونیسم مسیحی، با ایدئولوژی سیاسی نومحافظه‌کاران درهم آمیخته، و از این طریق مسیحیان را به گمراهی کشانده است. وی معتقد است که صهیونیسم مسیحی، پایه و اساس دینی و تاریخی ندارد، و به حاشیه راندن و نادیده گرفتن مسیحیان فلسطین، امری غیراخلاقی است و با اعتقاد و ایمان دینی در تضاد است.
سایزر در کتاب صهیونیسم مسیحی: راهی به آرماگدون خود این باور صهیونیست‌ها را که خداوند حامیان دولت سکولار اسرائیل را مقدس می‌دارد، پوچ و غیرمعتبر خوانده و به‌سخره گرفته‌است. این کتاب در سال ۲۰۰۴ برای اولین بار در انگلستان منتشر و تا ۲۰۰۶ به چاپ سوم رسید. استفان سایزر که خود از کشیشان دانشگاهی آمریکا بوده و یک کاتولیک متعصب به‌شمار می‌آید در این کتاب، تفکر صهیمونیست‌های مسیحی و برداشت آنان از حادثه آرماگدون را نقد کرده‌است.
گروهی از اندیشمندان دنیای غرب کتاب صهیونیسم مسیحی: راهی به آرماگدون را ستودند که از جمله آن‌ها می‌توان به پیروان فدرالیسم پروتستان (کالونیسم) از جمله آر سی لوکاس، و پائول کوپان و... اشاره کرد. از افراد مهمی که اندیشه‌های سایزر را در تبیین و معرفی صهیونیسم مسیحی تحسین کرده، جان استوت است که مقاله «جای اسرائیل» او در کتاب «سربازان مسیحی صهیونیست» سایزر آمده است.